# Gerichtsbezirk Goldegg
Der Gerichtsbezirk Goldegg war ein dem Bezirksgericht Goldegg unterstehender Gerichtsbezirk im Bundesland Salzburg. Der Gerichtsbezirk umfasste den südöstlichen Teil des Bezirks St. Johann im Pongau und mit der heutigen Gemeinde Dienten einen Teil des Bezirks Zell am See.
Sitz war auf Burg respektive Schloss Goldegg.

## Geschichte
Das Landgericht Goldegg des Fürsterzbistums Salzburg wurde 1672 aus dem Gericht Pongau heraus begründet.
Der Gerichtsbezirk Goldegg wurde gemeinsam mit 22 anderen Gerichtsbezirken in Salzburg durch einen Erlass des k.k. Oberlandesgerichtes Linz am 4. Juli 1850 reformiert und umfasste ursprünglich die 13 Steuergemeinden Buchberg, Dienten, Dientenbach, Goldegg, Glamm, Lehen, Lend, St. Veit, Schlägelberg, Schwarzach, Schwarzenbach, Untersberg und Weng.
Die Einteilung der Bezirke in Salzburg wurde jedoch bereits 1854 geändert, wobei die Gerichtsbezirke Goldegg und Großarl aufgelöst wurden.
Die Gemeinden des ehemaligen Gerichtsbezirks Goldegg wurden in der Folge Teil der Gerichtsbezirke Sankt Johann im Pongau bzw. Taxenbach.

## Gerichtssprengel
Der Gerichtsbezirk Goldegg umfasste vor der Auflösung das Gebiet der vier heutigen Gemeinden Dienten am Hochkönig, Goldegg im Pongau, Lend und Sankt Veit im Pongau.